# العلاقات الكويتية الغينية
العلاقات الكويتية الغينية هي العلاقات الثنائية التي تجمع بين الكويت وغينيا.

## مقارنة بين البلدين
هذه مقارنة عامة ومرجعية للدولتين:
| وجه المقارنة                                              | الكويت        | غينيا       |
| --------------------------------------------------------- | ------------- | ----------- |
| المساحة (كم2)                                             | 17.82 ألف     | 245.86 ألف  |
| عدد السكان (نسمة)                                         | 4.14 مليون    | 12.72 مليون |
| الكثافة السكانية (ن./كم²)                                 | 232.32        | 51.74       |
| العاصمة                                                   | مدينة الكويت  | كوناكري     |
| اللغة الرسمية                                             | اللغة العربية | لغة فرنسية  |
| العملة                                                    | دينار كويتي   | فرنك غيني   |
| الناتج المحلي الإجمالي (بليون دولار)                      | 120.13 مليار  | 10.50 مليار |
| الناتج المحلي الإجمالي (تعادل القوة الشرائية) بليون دولار | 290.53 مليار  | 15.24 مليار |
| الناتج المحلي الإجمالي الاسمي للفرد دولار أمريكي          | 29.30 ألف     | 531         |
| الناتج المحلي الإجمالي للفرد دولار أمريكي                 | 73.25 ألف     | 1.22 ألف    |
| مؤشر التنمية البشرية                                      | 0.816         | 0.411       |
| رمز المكالمات الدولي                                      | +965          | +224        |
| رمز الإنترنت                                              | .kw           | .gn         |
| المنطقة الزمنية                                           | ت ع م+03:00   | 00          |

## منظمات دولية مشتركة
يشترك البلدان في عضوية مجموعة من المنظمات الدولية، منها:
| علم المنظمة | اسم المنظمة                               | تاريخ انضمام الكويت | تاريخ انضمام غينيا |
| ----------- | ----------------------------------------- | ------------------- | ------------------ |
|             | منظمة التعاون الإسلامي                    | ?                   | ?                  |
|             | الاتحاد البريدي العالمي                   | ?                   | ?                  |
|             | يونسكو                                    | 18 نوفمبر 1960      | 2 فبراير 1960      |
|             | البنك الدولي للإنشاء والتعمير             | 13 سبتمبر 1962      | 28 سبتمبر 1963     |
|             | منظمة التجارة العالمية                    | ?                   | 25 أكتوبر 1995     |
|             | وكالة ضمان الاستثمار متعدد الأطراف        | 12 أبريل 1988       | 5 أكتوبر 1995      |
|             | البنك الإفريقي للتنمية                    | ?                   | ?                  |
|             | منظمة الشرطة الجنائية الدولية             | ?                   | ?                  |
|             | مؤسسة التمويل الدولية                     | 13 سبتمبر 1962      | 22 أكتوبر 1982     |
|             | الأمم المتحدة                             | 14 مايو 1963        | 12 ديسمبر 1958     |
|             | مؤسسة التنمية الدولية                     | 13 سبتمبر 1962      | 26 سبتمبر 1969     |
|             | منظمة حظر الأسلحة الكيميائية              | ?                   | ?                  |
|             | المركز الدولي لتسوية المنازعات الاستشارية | 4 مارس 1979         | 4 ديسمبر 1968      |

## وصلات خارجية
- موقع وزارة الخارجية الكويتية